# Lithophane thaxteri
Lithophane thaxteri là một loài bướm đêm thuộc họ Noctuidae. Nó được tìm thấy ở Bắc Mỹ. Xem phần phân loài để biết thêm chi tiết.
Sải cánh của chúng dài khoảng 36 mm.
Ấu trùng chủ yếu ăn Myrica gale.

## Phụ loài
- Lithophane thaxteri thaxteri (Grote, 1874) – Massachusetts
- Lithophane thaxteri alaskensis (Barnes, 1928) – Alaska
- Lithophane thaxteri rosetta (Barnes, 1928) – British Columbia